# 사이타마현도·도쿄도도 제103호선
103번 사이타마현도·도쿄도도(일본어: 埼玉県道・東京都道103号吉場安行東京線→사이타마현도·도쿄도도 103호 요시바안교-도쿄선)은 사이타마현 사이타마시 미도리구에서 도쿄도 아다치구까지 이어지는 일본의 일반도도이자 일반현도 노선이다.

## 같이 보기
- 도도부현도